# Cazio Insubro
Cazio Insubro (Insubria, ... – dopo il 40 a.C.) è stato un filosofo greco antico della scuola epicurea vissuto nel I secolo a.C..

## Biografia
Cazio Insubro, così chiamato poiché nato nella terra degli Insubri, la Gallia Cisalpina, insieme a Rabirio e Amafinio tradusse le massime di Epicuro in lingua latina divulgando la sua filosofia in Italia. È dubbio se si tratti dello stesso Cazio, il gastronomo di cui parla Orazio 

## De rerum natura et de summo bono
Cazio pubblicò, a quanto risulta, 4 libri Sulla natura e il sommo bene, libro citato da Quintiliano, che lo definisce come libro di divulgazione, «levis quidem, sed non iniucundus», e allo stesso modo da Cicerone . L'unica cosa, a parte lo stile e lo scopo, che possiamo dirne è che Cazio tradusse il concetto epicureo di εἴδωλα (eidola) con il latino spectra.